# Henri Jobier
Louis Pierre Henri Jobier (født 6. juli 1879 i Courson-les-Carrières, død 25. marts 1930 i Paris) var en fransk fægter, som deltog i to olympiske lege i begyndelsen af 1900-tallet.

## Fægtekarriere
Jobier deltog i OL 1900 i Paris, hvor han stillede op i fleuret og nåede til kvartfinalerunden.
Han var også med, da OL igen blev afholdt i Paris i 1924. Her var han med på det franske hold i fleuret, der vandt sine puljer i indledende runde, i kvartfinalen og semifinalen. I finalen deltog udover Frankrig også Belgien, Ungarn og Italien, og Frankrig besejrede de to første klart. I matchen mod Italien førte Frankrig 3-1, da italienerne følte sig bortdømt i den femte kamp. Da den italienske fægter overfusede dommeren og nægtede at undskylde, trak italienerne sig ud og blev   derfor taberdømt. Franskmændene vandt derpå guld, mens Belgien fik sølv og Ungarn bronze. På det franske hold var ud over Jobier også Lucien Gaudin, Philippe Cattiau, André Labatut, Roger Ducret, Jacques Coutrot, Guy de Luget og Joseph Perotaux.